# Kirkeøy
Kirkeøy és una illa de Noruega, la més gran del municipi de Hvaler, al comtat d'Østfold. El seu nom significa "església de l'illa", ja que l'església principal del municipi es troba a l'illa. L'illa és 29,6 km² i el 2015 tenia 1098 habitants. La topografia de l'illa es caracteritza per afloraments i boscos.
Al sud de l'illa es troba el poble de Skjærhalden, que és també el centre administratiu del municipi. Hi ha una gran quantitat de cases de vacances a l'illa, que és una destinació popular per als turistes a l'estiu. L'illa està connectada des del 1989 amb l'illa d'Asmaløy, a través d'un túnel submarí. Des d'Asmaløy hi ha ponts cap a Fredrikstad.